# Larsen Point
Der Larsen Point ist eine Landspitze an der Nordküste Südgeorgiens. Sie markiert als östlicher Ausläufer der Lewin-Halbinsel die westliche Begrenzung der Einfahrt zur Cumberland Bay.
Benannt ist sie nach dem norwegischen Walfangunternehmer und Antarktisforscher Carl Anton Larsen (1860–1924), der die Landspitze im Zuge seiner Antarktisfahrt mit der Jason (1892–1894) kartiert hatte.